# Ben Green

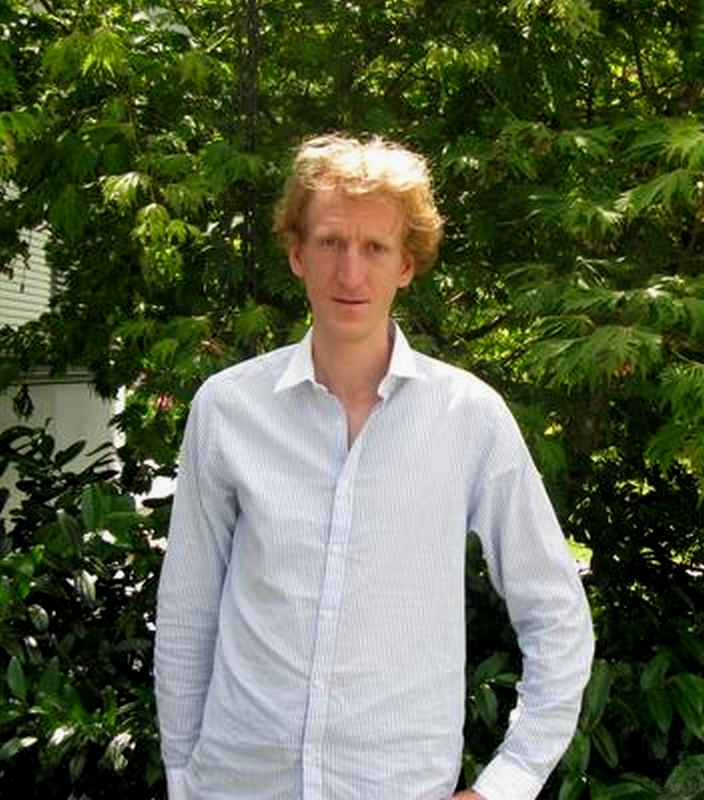

Ben Joseph Green FRS (Bristol, 27 februari 1977) is een Brits wiskundige, die zich heeft gespecialiseerd in de combinatoriek en de getaltheorie. Hij is momenteel Herchel Smith Professor of Pure Mathematics aan de Universiteit van Cambridge.

## Werk
Green heeft verschillende belangrijke resultaten in zowel de combinatoriek als de getaltheorie gepubliceerd. Daaronder zijn het verbeteren van de schatting door Jean Bourgain van de grootte van de rekenkundige rijen in somverzamelingen, alsmede een bewijs van het vermoeden van Cameron-Erdős voor som-vrije verzamelingen van natuurlijke getallen.
Zijn werk in het laten zien, dat elke verzameling van priemgetallen van positieve relatieve bovendichtheid een rekenkundige rij van lengte drie bevat, heeft vervolgens geleid tot de doorbraak die Green in 2004 samen met de wiskundige Terence Tao bereikte. Deze doorbraak staat nu bekend als de stelling van Green-Tao. Deze stelling laat voor alle n zien dat er oneindig veel rekenkundige rijen van lengte n in de verzameling van de priemgetallen bestaan. 